# Memoriał Janusza Kusocińskiego 1955
2. Memoriał Janusza Kusocińskiego – mityng lekkoatletyczny, który odbył się 18 i 19 czerwca 1955 na Stadionie Wojska Polskiego w Warszawie. Główny bieg memoriałowy był rozgrywany na dystansie 3000 metrów. Zwyciężył w nim Jerzy Chromik.

## Rezultaty

### Mężczyźni
| Konkurencja:                       | 1. miejsce                                                                | Rezultat  | 2. miejsce                                                                             | Rezultat  | 3. miejsce                                                                             | Rezultat  |
| Bieg na 100 metrów                 | Ion Wiesenmayer                                                           | 10,7      | Aleksandru Stanescu                                                                    | 10,8      | Edward Szmidt                                                                          | 10,8      |
| Bieg na 200 metrów                 | Vilém Mandlík                                                             | 21,6      | Michaił Byczwarow                                                                      | 21,9      | Lothar Marx                                                                            | 22,1      |
| Bieg na 400 metrów                 | Ilie Savel                                                                | 48,4      | Traian Sudrigean                                                                       | 48,8      | Gerard Mach                                                                            | 48,9      |
| Bieg na 800 metrów                 | Gunnar Nielsen                                                            | 1:50,5    | Zbigniew Makomaski                                                                     | 1:51,4    | Tauno Koutio                                                                           | 1:52,0    |
| Bieg na 800 metrów                 | Tadeusz Kaźmierski                                                        | 1:54,2    | Edward Augustyn                                                                        | 1:55,2    | Edward Majewski                                                                        | 1:55,3    |
| Bieg na 1500 metrów                | Gunnar Nielsen                                                            | 3:49,6    | Stefan Lewandowski                                                                     | 3:51,2    | Srećko Radišić                                                                         | 3:54,2    |
| Bieg na 3000 metrów                | Jerzy Chromik                                                             | 8:05,0    | Ivan Ullsperger                                                                        | 8:12,8    | Stanisław Ożóg                                                                         | 8:13,2    |
| Bieg na 110 metrów przez płotki    | Ion Opris                                                                 | 14,7      | Gerhard Schmolinsky                                                                    | 14,8      | Stanisław Kardaś                                                                       | 15,4      |
| Bieg na 400 metrów przez płotki    | Ilie Savel                                                                | 52,5      | Gheorghe Stănel                                                                        | 54,1      | Edward Bugała                                                                          | 54,4      |
| Bieg na 3000 metrów z przeszkodami | Jaroslav Slavíček                                                         | 9:20,0    | Stanisław Chomiczewski                                                                 | 9:22,8    | Stanisław Misiuk                                                                       | 9:26,8    |
| Sztafeta 4 × 100 m                 | Rumunia · Doris · Lothar Marx · Aleksandru Stanescu · Ion Wiesenmayer     | 41,4      | Polska I · Nikodem Goździalski · Ryszard Szymański · Janusz Jarzembowski · Emil Kiszka | 41,9      | Polska II · Zdzisław Szczepański · Roman Budzyński · Wiesław Holajn · Zbigniew Woźniak | 42,8      |
| Sztafeta 4 × 400 m                 | Rumunia · Gheorghe Stănel · Stefan Mihaly · Traian Sudrigean · Ilie Savel | 3:16,2    | CWKS Warszawa Edward Brabański Werner Proske Jerzy Zygmunt Stanisław Swatowski         | 3:17,0    | Sparta Warszawa Aleksander Puchowski Tomasz Hopfer Janusz Ludka Andrzej Kasprzycki     | 3:20,4    |
| Chód na 20 kilometrów              | Josef Doležal                                                             | 1:34:20,0 | Jerzy Hausleber                                                                        | 1:40:32,4 | Zygmunt Matusiak                                                                       | 1:48:08,0 |
| Skok wzwyż                         | Ion Soeter                                                                | 2,01      | Jaroslav Kovář                                                                         | 1,98      | Kazimierz Fabrykowski                                                                  | 1,95      |
| Skok o tyczce                      | Zbigniew Janiszewski                                                      | 4,30      | Manfred Preußger                                                                       | 4,30      | Zenon Ważny                                                                            | 4,20      |
| Skok w dal                         | Henryk Grabowski                                                          | 7,47      | Zbigniew Iwański                                                                       | 7,14      | Zenon Frańczak                                                                         | 7,11      |
| Trójskok                           | Zygfryd Weinberg                                                          | 14,90     | Luben Gurguszinow                                                                      | 14,88     | Jan Zdanowicz                                                                          | 14,84     |
| Pchnięcie kulą                     | Mieczysław Łomowski                                                       | 15,43     | Ferenc Kövesdi                                                                         | 15,30     | Tadeusz Prywer                                                                         | 15,24     |
| Rzut dyskiem                       | Jan Vrabel                                                                | 50,41     | Rudolf Sólyom                                                                          | 48,79     | Vitomir Krivokapić                                                                     | 48,18     |
| Rzut młotem                        | Tadeusz Rut                                                               | 58,42     | József Csermák                                                                         | 57,51     | Jiří Dadák                                                                             | 57,03     |
| Rzut oszczepem                     | Janusz Sidło                                                              | 78,01     | Andrzej Walczak                                                                        | 72,25     | Zbigniew Radziwonowicz                                                                 | 71,45     |

### Kobiety
| Konkurencja:                   | 1. miejsce                                                                      | Rezultat | 2. miejsce                                                                             | Rezultat | 3. miejsce                                                              | Rezultat |
| Bieg na 100 metrów             | Weselina Kolarowa                                                               | 12,3     | Maria Kusion                                                                           | 12,4     | Letiţia Bardaş                                                          | 12,5     |
| Bieg na 200 metrów             | Weselina Kolarowa                                                               | 25,2     | Alexandra Sicoe                                                                        | 25,3     | Barbara Lerczak                                                         | 25,6     |
| Bieg na 400 metrów             | Alexandra Sicoe                                                                 | 57,2     | Bedřiška Müllerová                                                                     | 57,7     | Michalina Wawrzynek                                                     | 59,2     |
| Bieg na 800 metrów             | Bedřiška Müllerová                                                              | 2:12,7   | Halina Mrińska                                                                         | 2:14,9   | Joanna Nowak                                                            | 2:18,0   |
| Bieg na 80 metrów przez płotki | Janina Słowińska                                                                | 11,5     | Barbara Gaweł                                                                          | 11,7     | Ana Șerban                                                              | 11,8     |
| Sztafeta 4 × 100 m             | Polska I · Halina Richter · Barbara Lerczak · Celina Jesionowska · Maria Kusion | 48,3     | Polska II · Teodozja Ławicka · Irena Laskowska · Genowefa Minicka · Czesława Mielcarek | 49,4     | Polska III · Teresa Kownacka · Agnieszka Białek · Moskwa · Ewa Weselska | 50,6     |
| Skok wzwyż                     | Iolanda Balaș                                                                   | 1,65     | Olga Modrachová                                                                        | 1,54     | Pernille Rode                                                           | 1,54     |
| Skok w dal                     | Maria Kusion                                                                    | 5,87     | Elżbieta Krzesińska                                                                    | 5,76     | Maria Chojnacka                                                         | 5,64     |
| Pchniecie kulą                 | Anna Roth                                                                       | 13,21    | Maria Ciach                                                                            | 13,18    | Jiřina Vobořilová                                                       | 13,06    |
| Rzut dyskiem                   | Lia Manoliu                                                                     | 44,90    | Wirżinia Angełowa                                                                      | 44,90    | Jelena Wierkoszanska                                                    | 43,03    |
| Rzut oszczepem                 | Jadwiga Majka                                                                   | 47,57    | Maria Ciach                                                                            | 46,87    | Anna Wojtaszek                                                          | 46,41    |